# Station Virton-Ville
Station Virton-Ville is een voormalig spoorwegstation aan spoorlijn 155 bij de historische binnenstad van de Belgische gemeente Virton. Het station met telegrafische code LTV opende op 25 maart 1873 en sloot op 5 februari 1951.
0,0: Marbehan ·
3,1: Villers-sur-Semois ·
6,1: Sainte-Marie ·
11,4: Croix-Rouge ·
13,5: Buzenol ·
19,5: Ethe ·
21,2: Belmont ·
22,6: Pierrard-École ·
23,9: Virton-Ville ·
25,5: Virton ·
27,5: Dampicourt ·
31,2: Lamorteau